# O final do camiño
O final do camiño (en castellà El final del camino) és una sèrie de televisió de Voz Audiovisual per La 1 de TVE i Televisión de Galicia, dirigida per Miguel Alcantud, Óscar Pedraza i Miguel Conde. És protagonitzada per Antonio Velázquez, Begoña Maestre, Asier Etxeandía i Javier Rey, entre d'altres. Es va estrenar l'11 de gener de 2017.

## Argument
Ambientada en la península Ibèrica en el segle xi i començaments del XII, entre 1075 i 1120, la sèrie recrea la construcció de la Catedral de Santiago de Compostel·la a través de les vivències de tres germans establerts a la ciutat gallega. Com a rerefons, personatges històrics intervenen també en la trama, com és el cas del rei Alfons VI de Lleó, la seva esposa Constança de Borgonya, el bisbe Diego Gelmírez, la reina Urraca de Lleó o Ramon de Borgonya, entre d'altres.

## Repartiment

### Repartiment principal
- Antonio Velázquez - Gonzalo de Catoira
- Javier Rey - Pedro de Catoira †
- Ismael Martínez - Rodrigo de Limia "Animal"
- Begoña Maestre - Elvira
- Guillermo Barrientos - Esteban de Catoira
- Juan Fernández - Bisbe Diego Peláez (Capítol 1 - Capítol 4)
- Jaime Olías - Bisbe Gelmírez (Capítol 3 - Capítol 8)
- Joan Massotkleiner - Monje
- Antonio Durán "Morris" - Odamiro
- Manuel de Blas - Efraim † (Capítol 1 - Capítol 5)
- Xabier Deive - Tomás (Capítol 1 - Capítol 5; Capítol 7 - Capítol 8)
- Tito Asorey - Simón † (Capítol 1 - Capítol 5; Capítol 7 - Capítol 8)
- Patricia Peñalver - Urraca I de Lleó (Capítol 5 - Capítol 8)
- Juan Díaz – Ramon de Borgonya † (Capítol 5 - Capítol 7)
- Fina Calleja - Jimena †
- Alejandro Martinez - Remo (Sèrie Completa. 8 episodis)

#### Amb la col·laboració especial de
- Cristina Castaño com Constança de Borgonya † (Capítol 1 - Capítol 6)
- Paco Manzanedo com Yusuf † (Capítol 1 - Capítol 2; Capítol 7)
- Maxi Iglesias - Alfons I d'Aragó "El Bataller" (Capítol 8)
- Asier Etxeandia com Alfons VI de Lleó † (Capítol 1 - Capítol 7)

### Repartiment secundari
- Antonio Barreiro – Taverner
- Antonio Mourelos - Gelmiro † (Episodi 1 - Episodi 6)
- Ariadna Polanco - Urraca I de Lleó (nena) (Capítol 4)
- Carlos Villarino - Rey García (Episodi 1 - Episodi 2)
- Deborah Vukusic - Naima (Episodi 2 al 4)
- Estíbaliz Veiga - Mare dels germans Catoira † (Episodi 1)
- Fernando Morán Santamarina - Bernardo (Episodi 1 - Episodi 6)
- Guillermo Carbajo - Marco (Episodi 6 - Episodi 8)
- Héctor Arteaga - Canter
- Héctor Carballo - Nuño
- Inti El Meskine - Zaida (Episodi 1 - Episodi 7)
- Iván Teijo - Pelegrí
- Jean Dominikiwski - ¿? (Episodi 1 - Episodi 5)
- Kiko Carracedo – Mercenari
- Lois Basallo - Jueu
- Machi Salgado - home Nuno † (Episodi 3,4)
- Manuel Regueiro - Andrade † (Episodi 1)
- Marcos López - Home Andrade, Soldat Compostela i Mercader
- Mighello Blanco - Capità del Rei † (Episodi 1 - Episodi 7)
- Óscar Casas - Sancho † (Episodi 7)
- Pablo Álvarez - Rei Alfons VI (18 anys) (Episodi 7)
- Pablo Mosquera - Camperol
- Pablo Pose Iesias - Miguel de Arlanza (Episodi 4)
- Paulo Rodríguez - Esteban de Catoira (Petit) (Episodi 1)
- Sergi Méndez lopez- Gonzalo de Catoira (Petit) (Episodi 1)
- Sergio Barbeito - Pedro de Catoira (Petit) (Episodi 1 - Episodi ¿?)
- Toni Salgado - ¿? (Episodi 1 - Episodi 8)
- Laura Núñez- Fátima, filla de Yusuf (episodi 2)

#### Amb la col·laboració de
- Rafael Rojas - Harith (Episodi 1 - Episodi 6)
- Hwidar - Nadir † (Episodi 1 - Episodi 4)
- Said El Mouden - Al-Mutamid (Episodi 1 - Episodi 3)
- Nasser Saleh - Musulmà (Episodi 1)

## Producció i estrena
El final del camino fou produïda per RTVE i Voz Audiovisual. El guió va ser escrit per Alberto Guntín, Xosé Morais i Víctor Sierra, mentre que els episodis van ser dirigits per Miguel Alcantud, Miguel Conde i Óscar Pedraza. El rodatge va tenir lloc a Galícia, tant per als escenaris gallecs com per als escenaris de Toledo, Sevilla i Nord d'Àfrica. La major part de les localitzacions eren a Silleda, el bosc de Saidres (Silleda), Escuadro, el pazo de Donfreán (Lalín), les brañas de Xextoso (Silleda), Patanín (A Estrada), la platja fluvial de Cira (Silleda), i el Castell de San Felipe a Ferrol.

## Episodis i audiències
Constava de vuit episodis amb uns durada d'uns 70 minuts. El primer episodi es va estrenar a La 1 en horari de màxima audiència l'11 de gener de 2017. L'emissió va acabar l'1 de març del 2017 amb una quota de pantalla del 8,4%.
| Temporada | Temporada | Episodis | Estrena             | Final             | Audiència mitjana | Audiència mitjana | Audiència mitjana |
| Temporada | Temporada | Episodis | Estrena             | Final             | Espectadors       | Quota             |                   |
| --------- | --------- | -------- | ------------------- | ----------------- | ----------------- | ----------------- | ----------------- |
|           | 1         | 8        | 11 de gener de 2017 | 1 de març de 2017 | 1 392 000         | 8,4%              |                   |

| Núm. (sèrie) | Núm. (temp.) | Títol                        | Director(s)                    | Guionista(s)                                | Data d'emissió       | Audiència         |
| ------------ | ------------ | ---------------------------- | ------------------------------ | ------------------------------------------- | -------------------- | ----------------- |
| 1            | 1            | «Bienvenidos a Compostela»   | Miguel Alcantud                | Xosé Morais, Víctor Sierra i Alberto Guntín | 11 de gener de 2017  | 2 170 000 (13,0%) |
| 2            | 2            | «Héroes anónimos»            | Miguel Alcantud                | Xosé Morais, Víctor Sierra i Alberto Guntín | 18 de gener de 2017  | 1 626 000 (9,8%)  |
| 3            | 3            | «Dos días»                   | Óscar Pedraza                  | Xosé Morais, Víctor Sierra i Alberto Guntín | 25 de gener de 2017  | 1 312 000 (7,5%)  |
| 4            | 4            | «Rebelión»                   | Óscar Pedraza                  | Xosé Morais, Víctor Sierra i Alberto Guntín | 1 de febrer de 2017  | 1 291 000 (7,8%)  |
| 5            | 5            | «La libertad de los hombres» | Miguel Conde                   | Xosé Morais, Víctor Sierra i Alberto Guntín | 8 de febrer de 2017  | 1 303 000 (8,1%)  |
| 6            | 6            | «Libertad»                   | Miguel Conde                   | Xosé Morais, Víctor Sierra i Alberto Guntín | 15 de febrer de 2017 | 1 154 000 (7,1%)  |
| 7            | 7            | «El final de un futuro rey»  | Miguel Alcantud i Miguel Conde | Xosé Morais, Víctor Sierra i Alberto Guntín | 22 de febrer de 2017 | 1 147 000 (7,0%)  |
| 8            | 8            | «La catedral de Santiago»    | Miguel Alcantud i Miguel Conde | Xosé Morais, Víctor Sierra i Alberto Guntín | 1 de març de 2017    | 1 132 000 (7,1%)  |

## Polèmica sobre la historicitat
El catedràtic de Geografia i Història Daniel López Muñoz va posar en relleu després de l'estrena de la sèrie la seva tergiversació i les moltes imprecisions històriques, que al seu parer són un "escandalós ocultament de l'existència del regne medieval de Galícia".
Així mateix, l'historiador i crític literari Francisco Rodríguez Sánchez va indicar les mateixes deficiències i va afegir:
| « | "...el que no és acceptable és, amb plena consciència i intenció, adaptar el passat a les comoditats o objectius que, en el present, tenen els grups i la ideologia dominants o els estats i els seus aparells propagandístics […] una idea que s'intenta transmetre que Espanya, com a realitat política, sempre ha existit o ha tingut sempre una vocació d'existència política, lligada a la idea de reconquesta i la religió catòlica. | » |

Per la seva banda, l'historiador i etnògraf Xosé María Lema Suárez es va fer ressò dels seus col·legues i es va referir a les mancances de la sèrie en un article publicat titulat "A ocultación e marxinación do reino medieval de Galicia vai 'in crescendo' na serie do Final do camiño".
La sèrie de televisió també ha rebut crítiques fora de Galícia per altres motius, com el tractament donat als àrabs:
| « | Abusa dels estereotips (no hi ha un bon àrab) i té mancances derivades de pressupostos reduïts i llicències que criden l'atenció | » |

També s'ha assenyalat que, en la mateixa línia de falta de rigor històric, contràriament al que succeeix a la sèrie, "Dona Constança no era infidel amb Alfons VI i aquest no era un brut ignorant" o que "la futura reina Urraca" no va néixer el 1075". La crítica cinematogràfica María José Arias va assenyalar els principals problemes del capítol inaugural com a "problemes greus amb el·lipsis temporals" i "forats de guió, narrativa i desenvolupament".